# 莫桑比克華人
莫桑比克華人，人口約5000人，但在莫桑比克內戰期間顯著下跌。隨著和平的恢復和中莫經貿合作的擴大，人數已逐渐恢复，大多數人來自中華人民共和國。

## 起源歷史
華人來到莫桑比克大約在1870年代，當時莫桑比克是葡屬東非的一部分。葡萄牙人在澳門和廣東四邑招募木匠和非技術工人從事铁路建設。其中比較著名的早期移民是謝三，他是一個木匠和建築師，在現在首都馬普托建立了第一座佛塔。
所有亞洲人的移民行为在1899年由於瘟疫的爆發而正式停止，甚至在1907年限制放寬後，亞洲人試圖遷移到葡屬殖民地不得不支付3000雷亞爾，但即使如此華人人口持續增長，從1903年的287人增长到1940年的570人，大多數人一開始從事木匠工作，但很多人轉為經營小商店，到了20世紀70年代初期獨立前夕，有5000個華人生活，3000人生活在貝拉，2000人在洛倫索馬奎斯。

## 獨立後
莫桑比克在1975年取得獨立後，華人發現自己的業務資產甚至會館新的共產黨政府徵用，致使許多人考慮離開該國。1977年莫桑比克爆發內戰後許多人移居到葡萄牙，莫桑比克華人由於懂葡萄牙語，並有更高的教育水平，結果比中國大陸勞工有更大市場。他們主要職業是銀行櫃員，工程師，醫生和其他專業人士。他們另一去處是澳門，當時仍然是葡萄牙的殖民地。在1992年戰爭結束後，華人社群已縮小到只有幾百人，舊中國移民的後代甚至在和平開始後繼續離開該國，到2006年僅二十戶共計也許有一百多人留在馬普托，而在貝拉只是兩個人依然存在。因中非經濟合作等原因，現在的莫桑比克華人多是中華人民共和國移民。

## 人口
根據中國社科院2007年一篇文章稱，當地有1500人，其中1/3生活在首都馬普托。而中國駐當地大使稱可能有7000人，而莫桑比克移民局稱有12000人。

## 更多资料
- Da Costa Morais, Isabel Maria (2004), Creolised and colonised: the history and future of the Macanese and Mozambican Chinese (Ph.D. thesis ed.), University of Hong Kong, retrieved 2008-10-29
- Jian, Hong (2007), "莫桑比克华侨的历史与现状 (The History and Status Quo of Overseas Chinese in Mozambique)", West Asia and Africa (Chinese Academy of Social Sciences) (5), ISSN 1002-7122, retrieved 2008-10-29